# Mikaela Nyman
Mikaela Nyman, född 1966, är en åländsk journalist och författare bosatt i Nya Zeeland. Nyman skriver på svenska, som är hennes förstaspråk, och på engelska. Hon är barnbarn till den finländske författaren Valdemar Nyman.

## Biografi

### Karriär
Nyman flyttade till Nya Zeeland 2002 och arbetade från 2004 till 2016 som lärare i engelska och arbetade inom det internationella humanitära området samt inom utvecklingsområdet. Under denna tid bodde hon i Vanuatu i fyra år och drev ett biståndsprogram. 2006 publicerade hon boken Democratizing Indonesia: The challenges of civil society in the era of reformasi.

### Utbildning
2011 tog hon en magisterexamen i kreativt skrivande med utmärkelse från International Institute of Modern Letters vid Victoria University of Wellington. Där avlade hon också sin doktorsexamen 2020  med en avhandling om maktperspektiv och kvinnors kreativa uttryckssätt med fokus på skönlitterärt skrivande, Stilla havet och Vanuatu.

### Utmärkelser
Hennes diktsamling När vändkrets läggs mot vändkrets nominerades till Nordiska rådets litteraturpris 2020.